# Nicolae Haralambie
Nicolae Haralambie (né le 27 août 1835 à Bucarest en Roumanie et mort le 3 avril 1908 à Bucarest en Roumanie) est un militaire et homme politique roumain. 

## Biographie
Il est le fils du clucer (responsable de la famille et des serviteurs de la Cour) Constantin Haralambie. Destiné à une carrière militaire, il entre dans l'armée en 1851. L'année suivante, il intègre le Ier peloton de l'armée de Valachie et devient commandant de batterie en 1859. En 1861, alors qu'il est major, il dirige la police de Bucarest. Haralambie est commandant adjoint, puis commandant du Ier régiment d'artillerie de 1864 à 1866. En tant que colonel, il participe activement à la déposition du prince Alexandre Jean Cuza en février 1866, servant ensuite dans le cadre d'une régence aux côtés de Lascăr Catargiu et Nicolae Golescu, il prépare l'arrivée au pouvoir du roi Carol Ier. 
Il est  ministre de la Guerre du 6 août 1866 au 7 février 1867. Se sentant coupable de trahison envers Cuza, il démissionne de l'armée.
Le 7 juillet 1874, avec Ion Ghica et une troisième personne, Haralambie effectue un vol au-dessus de Bucarest dans un ballon à hydrogène nommé Mihai Bravul. 
Il réintègre l'armée roumaine en 1877, prenant activement part à la guerre d'indépendance. En qualité de général de brigade, il se voit confier le commandement du corps occidental. Il s'illustre lors de l'occupation de Smârdan et de l'attaque de Vidin. S'estimant racheté de ses fautes par ses actes de bravoure, il revient à ses activités politiques.
Élu sénateur en 1879, il fait partie de la coalition qui renverse le gouvernement d'Ion Brătianu.